# Pierścienie Urana

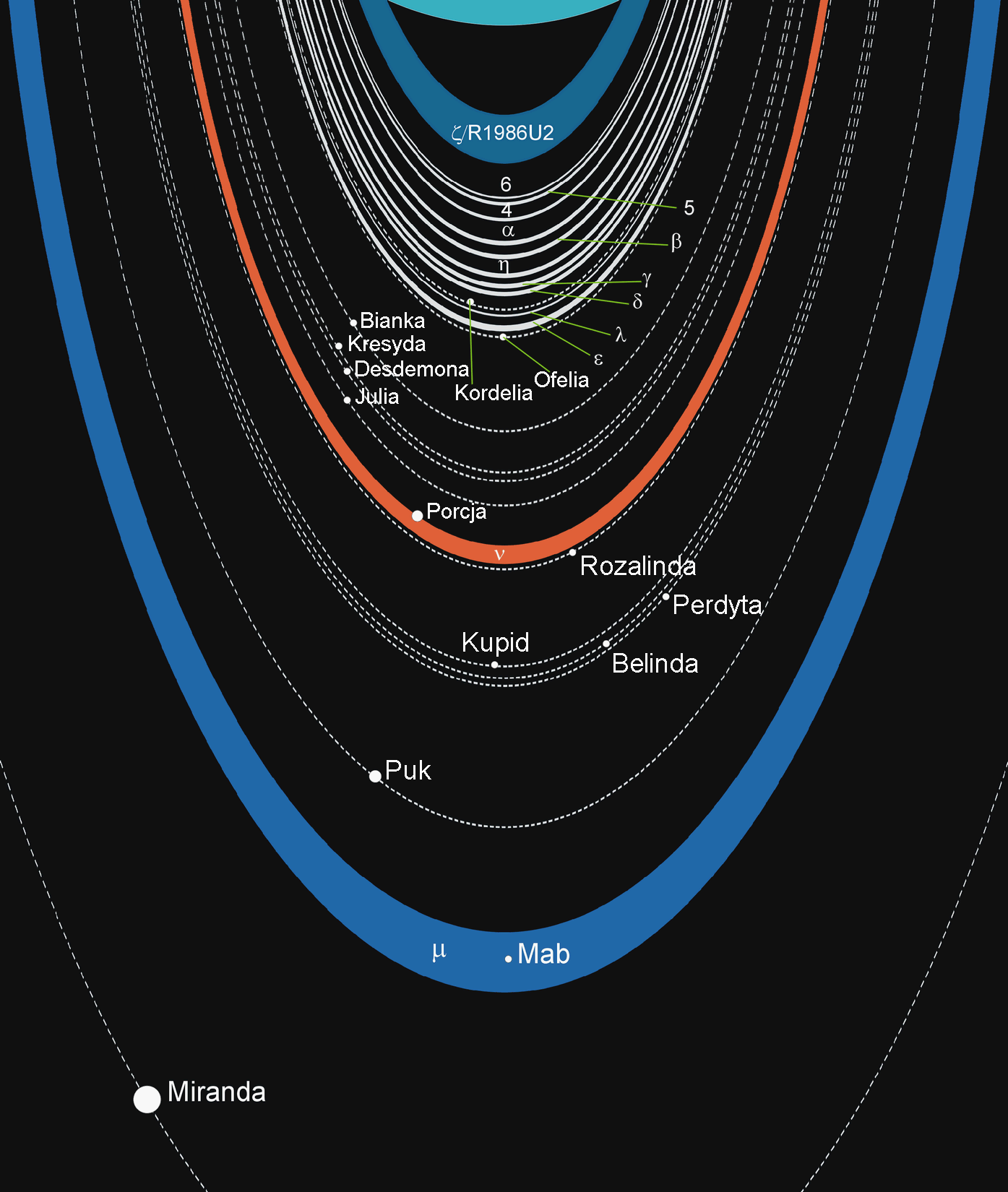
System pierścieni Urana i jego wewnętrzne satelity

Pierścienie Urana – pierścienie planetarne, otaczające siódmą planetę Układu Słonecznego, Urana. Tworzą one rozbudowany system, nie tak złożony jak pierścienie Saturna, ale bardziej skomplikowany niż pierścienie Jowisza i Neptuna. Są jednak bardzo ciemne i niewidoczne z powierzchni Ziemi. Obecnie (2008) znanych jest 13 wyraźnych pierścieni planety i kilka słabszych lub niekompletnych pasm pyłu.

## Odkrycie
Pierwsza sugestia istnienia pierścieni wokół Urana pochodzi z notatek odkrywcy planety, Williama Herschela. 22 lutego 1789 r. zapisał on informację o prawdopodobnym pierścieniu, rysując schemat opatrzony komentarzem o jego "lekko czerwonym zabarwieniu". Rysunek i opis całkiem dobrze odpowiada najjaśniejszemu pierścieniowi ε, jednak większość naukowców sądzi że pierścienie Urana są zbyt słabe, aby można je było zaobserwować przez XVIII-wieczne teleskopy.
Pierścienie planety zostały definitywnie, choć przypadkowo, odkryte 10 marca 1977 roku. Naukowcy z Kuiper Airborne Observatory – James L. Elliot, Edward W. Dunham i Douglas J. Mink zamierzali wykorzystać zakrycie jasnej gwiazdy przez Urana do badań nad atmosferą planety, obserwując planetę za pomocą teleskopu umieszczonego na pokładzie samolotu. Bezpośrednio przed i po zakryciu gwiazdy, zaobserwowano niespodziewanie jej pięciokrotne pociemnienie i rozjaśnienie. Jedynym wyjaśnieniem było jej zakrycie przez nieznane wcześniej pierścienie. Dalsze obserwacje pozwoliły odkryć jeszcze cztery słabsze pierścienie.
W 1986 r. sonda Voyager 2 podczas przelotu przez system Urana sfotografowała pierścienie, ponadto odkrywając jeszcze dwa. Dalsze dwa pierścienie, tworzące zewnętrzną część układu, zaobserwowano w latach 2003–2005 za pomocą teleskopu Hubble'a.

## Struktura

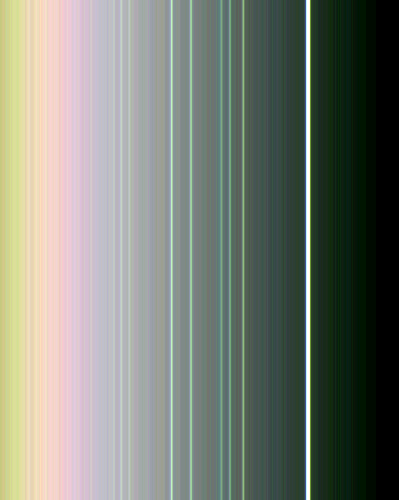
Wewnętrzne pierścienie Urana we wzmocnionych kolorach, zdjęcie z sondy Voyager 2

| Nazwa        | Promień orbity (km) | Szerokość (km) | Głębokość optyczna | Uwagi                                                                       |
| ------------ | ------------------- | -------------- | ------------------ | --------------------------------------------------------------------------- |
| 1986 U2R / ζ | 37 850 – 41 350     | 2500 – 3500    | < 10−3             | Położenie niepewne, posiada słabe wewnętrzne przedłużenie                   |
| 6            | 41 837              | 1,6–2,2        | 0,18–0,25          |                                                                             |
| 5            | 42 234              | 1,9–4,9        | 0,18–0,48          |                                                                             |
| 4            | 42 570              | 2,4–4,4        | 0,16–0,30          |                                                                             |
| α            | 44 718              | 4,8–10,0       | 0,3–0,7            |                                                                             |
| β            | 45 661              | 6,1–11,4       | 0,20–0,35          |                                                                             |
| η            | 47 175              | 1,9–2,7        | 0,16–0,25          | Posiada zewnętrzne przedłużenie szerokości ok. 40 km                        |
| γ            | 47 627              | 3,6–4,7        | 0,7–0,9            |                                                                             |
| δ            | 48 300              | 4,1–6,1        | 0,3–0,6            | Zewnętrzna krawędź w rezonansie z Kordelią, posiada wewnętrzne przedłużenie |
| λ            | 50 023              | 1–2            | 0,1–0,2            | Słaby pierścień pyłowy                                                      |
| ε            | 51 149              | 19,7–96,4      | 0,5–2,5            | Wyraźny, pomiędzy orbitami księżyców pasterskich – Kordelii i Ofelii        |
| ν            | 66 100 – 69 900     | 3800           | 5,4 × 10−6         | Pomiędzy orbitami Porcji i Rozalindy, czerwonawej barwy                     |
| μ            | 86 000 – 103 000    | 17 000         | 8,5 × 10−6         | Związany z księżycem Mab, błękitnej barwy                                   |